# Misa de la Cena del Señor

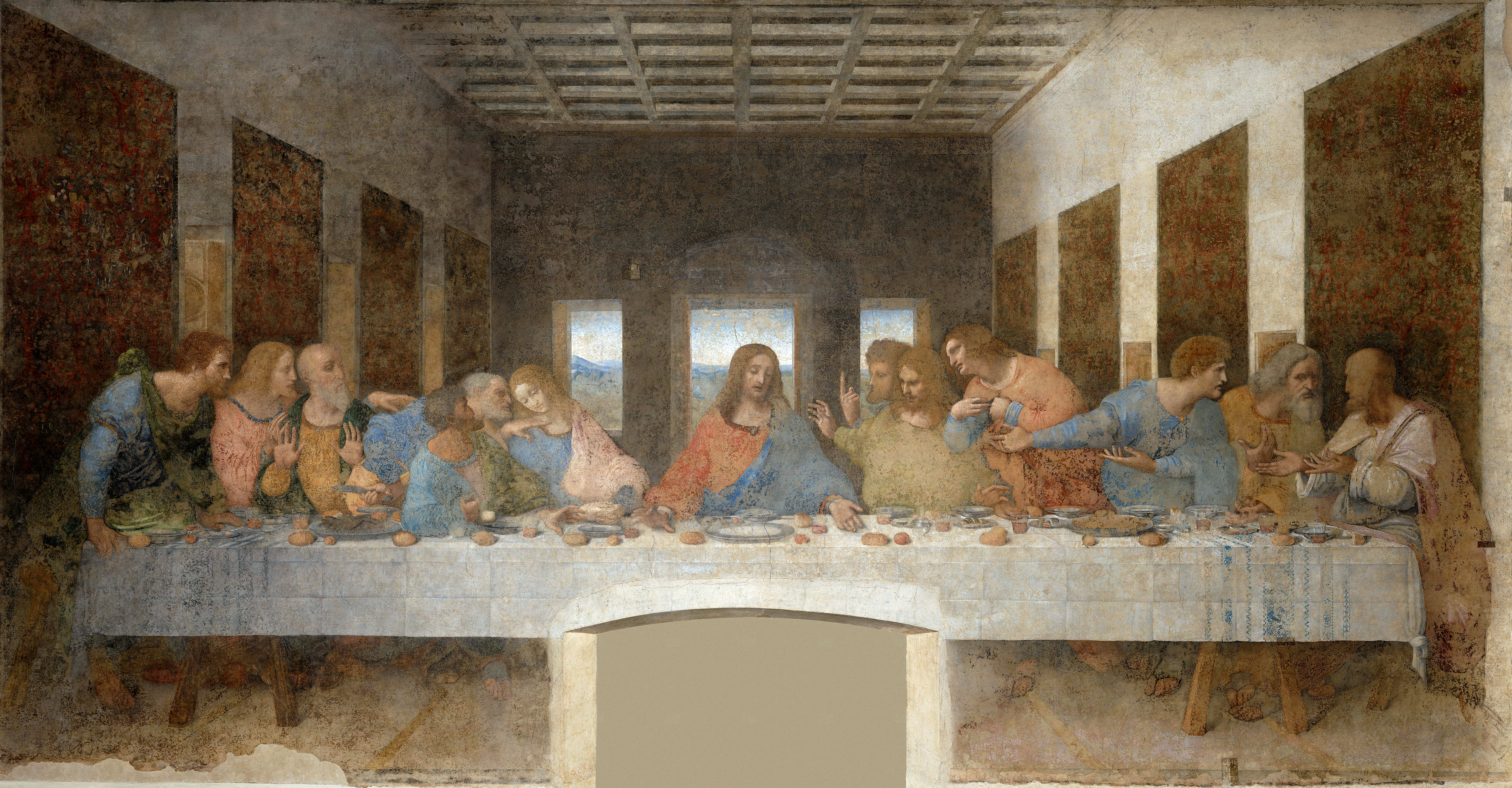
La Última Cena (Convento de Sta. Maria delle Grazie, Milán, Italia (1498), de Leonardo da Vinci).

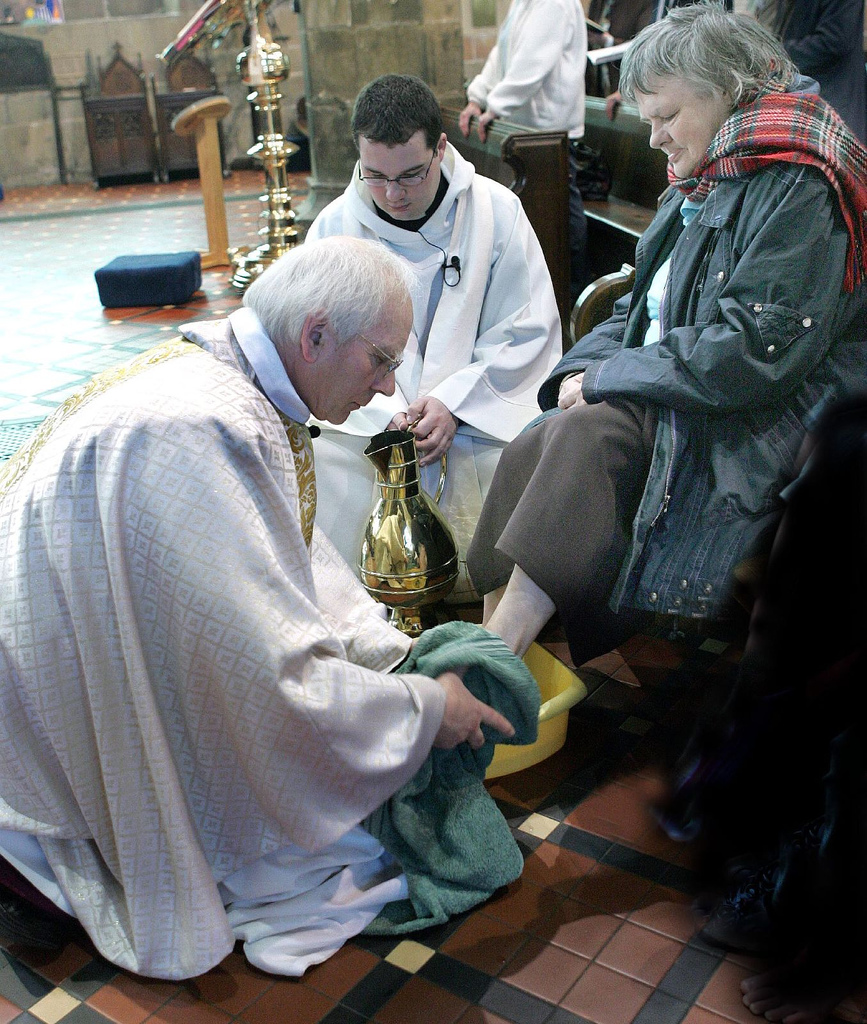
Obispo lava los pies el Jueves Santo.

La Misa de la Cena del Señor o Misa verspetina de la Cena del Señor, también conocida como Servicio de Adoración del Jueves Santo, es un servicio de Semana Santa que se celebra en la noche del Jueves Santo. Inaugura el Triduo Pascual, y conmemora la Última Cena de Jesús con sus discípulos, más explícitamente que otras celebraciones de la Misa.
Las tradiciones católica, luterana, anglicana y metodista, así como algunas reformadas (incluidas algunas iglesias reformadas continentales, presbiterianas y congregacionalistas) celebran la Misa de la Cena del Señor (o Liturgia del Jueves Santo). En la Iglesia Ortodoxa se celebra un servicio comparable.
La Misa subraya tres aspectos de ese acontecimiento: «la institución de la Eucaristía, la institución del sacerdocio ministerial y el mandamiento del amor fraterno que Jesús dio después de lavar los pies a sus discípulos».
En el luteranismo, la liturgia del Jueves Santo se encuentra en el Libro de Servicios Luteranos y en el Culto Evangélico Luterano, entre otros libros de servicios. En el anglicanismo, estos ritos se encuentran en el Libro de Oración Común, así como en el Misal Anglicano. En el metodismo, se encuentran en el Libro de Culto para la Iglesia y el Hogar y en el Libro de Culto Metodista Unido, entre otros textos litúrgicos. El equivalente ortodoxo se encuentra en el Triodion, con el Lavatorio de los pies en algunas ediciones del Euchologion.

## Historia
La celebración de una misa en la tarde del Jueves Santo se inició en la Jerusalén de finales del siglo IV, donde se hizo costumbre celebrar los hechos de la Pasión de Jesús en los lugares donde ocurrían. En Roma se celebraba entonces una misa en la que se reconciliaban los penitentes con miras a participar en las celebraciones pascuales. La costumbre de Jerusalén se difundió y en la Roma del siglo VII el Papa celebró una Misa de la Cena del Señor en este día, así como la Misa de la Reconciliación. Para el siglo VIII, las misas se convirtieron en tres: una para la reconciliación, otra para la bendición de los santos óleos y una tercera para la Última Cena. Los dos últimos fueron en forma reducida, quedando sin Liturgia de la Palabra. Las reformas del Papa Pío V en 1570 prohibieron la celebración de la misa después del mediodía, y la Misa de la Cena del Señor se convirtió en una misa matutina y permaneció así hasta las reformas del Papa Pío XII en la década de 1950.
El lavatorio de pies que ahora forma parte de la Misa de la Cena del Señor estuvo en uso en una etapa temprana sin relación con este día en particular, y fue prescrito por primera vez para su uso el Jueves Santo por un Concilio de Toledo de 694. En el siglo XII se encontraba en la liturgia romana como un servicio separado. El Papa Pío V incluyó este rito en su Misal Romano, colocándolo después del texto de la Misa de la Cena del Señor. No la hizo parte de la Misa, pero indicó que tendría lugar "a una hora adecuada" después del despojo de los altares. La revisión de 1955 por el Papa Pío XII lo insertó en la misa. Las rúbricas actuales indican que el rito no es una parte obligatoria de esa misa, sino que es algo que se debe realizar "cuando una razón pastoral lo sugiere" (Misal Romano, Misa de la Cena del Señor, n. 10).

## Estructura
La misa comienza como de costumbre, con la salvedad de que el tabernáculo, dondequiera que esté colocado, debe estar vacío.
En el Misal de 1962 (rito romano), aunque se usan vestiduras blancas y el Gloria in excelsis, ésta sigue siendo la Pasión, por lo que se omite el "Judica me" al pie del altar, el "Gloria Patri" en el Introito y en se omite el final del Lavabo y se usa el Prefacio de la Cruz. (Los crucifijos, que se cubrieron durante la Cuaresma, hoy pueden cubrirse con blanco en lugar de violeta).
Al canto del Gloria in Excelsis Deo, todas las campanas de la iglesia pueden sonar; después, ellos (junto con el órgano) son silenciados hasta el Gloria de la Vigilia pascual.
La Liturgia de la Palabra consta de las siguientes lecturas:
- Éxodo 12:1-8, 11-14, una descripción de la celebración original de la Pascua.
- Salmo 115 (116), acción de gracias por haber sido salvado
- Corintios 11:23-26, el relato del Apóstol Pablo sobre lo que hizo Jesús en su Última Cena
- Juan 13:1-15, el relato de Juan el evangelista de cómo Jesús lavó los pies de sus discípulos antes de esa comida como ejemplo de cómo debían tratarse unos a otros.

Después de la homilía, que debe explicar los tres aspectos de la celebración antes mencionados, el sacerdote que celebra la Misa se quita la casulla, se pone una gremiale de lino (a menudo se usa un amito para este fin) y procede a lavar los pies de un número de personas (generalmente doce, correspondientes al número de los apóstoles)
La recitación del Credo se omite en las liturgias anglicana, metodista, luterana y católica para el Jueves Santo.
Hay fórmulas especiales en la Plegaria eucarística para recordar que la Misa de la Cena del Señor es en conmemoración de la Última Cena de Jesús.
Se consagran hostias suficientes para que los fieles reciban la Comunión tanto en esa Misa como en el día siguiente, Viernes Santo. Las hostias destinadas al servicio del Viernes Santo no se colocan en el tabernáculo, como es habitual, sino que se dejan sobre el altar, mientras el sacerdote reza la oración de poscomunión. Luego el sacerdote inciensa el Santísimo Sacramento tres veces y, tomando un velo humeral para sujetarlo, lo lleva en solemne procesión a un monumento en algún lugar de la iglesia o en una capilla debidamente adornada. La procesión está encabezada por un portador de la cruz acompañado por dos servidores con velas encendidas; le siguen otros servidores con velas encendidas y un turiferario precede inmediatamente al sacerdote.
Al llegar al monumento, el sacerdote deposita la vasija con el Santísimo Sacramento en el sagrario de allí, dejando la puerta abierta. Luego lo inciensa y cierra la puerta del tabernáculo. Después de un tiempo de adoración, él y los servidores se van en silencio. Se concede indulgencia plenaria a los fieles que recen con devoción el Tantum Ergo el Jueves Santo, si se recita de manera solemne.
Se recomienda la continuación de la adoración eucarística, pero si continúa después de la medianoche, debe hacerse sin solemnidad exterior. En Filipinas y varios otros países católicos, los fieles viajarán de iglesia en iglesia rezando en el altar de reposo de cada iglesia en una práctica conocida como Visita de las Siete iglesias. El Santísimo Sacramento permanece en el lugar temporal hasta la Sagrada Comunión parte del servicio litúrgico del Viernes Santo.

### Despojo del altar
El Jueves Santo, los presbiterios de las iglesias tradicionalmente se despojan de adornos, y el altar a menudo se cubre con paramentos negros, en preparación para el Viernes Santo.
En las iglesias metodistas, el presbiterio está despojado de cualquier decoración, como flores y velas. Aparte de las representaciones de las Estaciones de la Cruz, otras imágenes, como la cruz, continúan siendo veladas en negro o púrpura.
Al concluir la liturgia del Jueves Santo en las iglesias luteranas, "el altar, el atril y el púlpito se dejan desnudos hasta la Pascua para simbolizar la humillación y esterilidad de la cruz".
En las iglesias anglicanas, esta ceremonia también se lleva a cabo al final de los servicios del Jueves Santo, "en los que todas las citas, manteles y paramentos se retiran del altar y el presbiterio en preparación para el Viernes Santo".
En la Iglesia católica, la forma del rito romano en uso antes de 1955 no tenía lavatorio de pies, que en cambio podía hacerse en una ceremonia posterior separada, y la Misa concluía con un ritual de despojo de todos los altares, excepto el monumento, pero dejando la cruz y los candelabros. Esto se hacía con el acompañamiento del salmo 22 precedido y seguido por la antífona "Diviserunt sibi vestimenta mea: et super vestem meam miserunt sortem" (Repartieron entre sí mis vestidos y sobre mi ropa echaron suertes). En la Iglesia católica, desde 1955, el altar es despojado sin ceremonia posterior.